# 일본의 선거

## 역사

### 전사(前史:입찰시대)
- 731년 역인들의 투표를 통해 참의를 임명했다.
- 중세 이후 주민들이 자치적·지연적으로 결합하여 촌락을 형성하는 경우가 늘어나는 것과 함께, 입찰이라고 불리는 투표에 의해 마을의 대표를 선출하는 사례가 나타나게 되었다. 에도 시대에는 촌락의 하급 공무원 선출에까지 넓게 이용되었으며, 영주의 권력으로도 묵인되었다.
- 1868년 에노모토 다케아키의 에조 공화국에서는 정권에 참가한 사람들의 투표를 통해 정권의 간부를 선출했다.

### 근대·선거제도
- 1878년 부현회규칙이 선포되고, 제한선거를 시행 하면서 최초의 지방 의회 선거를 실시
- 1889년 만 25세 이상의 남성으로, 15엔 이상의 직접국세를 납부하는 자에게 선거권을 부여하였다. 제한선거.
- 1900년 선거권의 부여 기준 중 국세액에 대한 조건을 10엔으로 낮추었다.
- 1919년 선거권의 부여 기준 중 국세액에 대한 조건을 3엔으로 낮추었다.
- 1925년 국세액에 대한 조건을 폐지하고, 만 25세 이상의 모든 남성(총인구의 20.12%)에게 선거권을 부여하였다. 넓은 의미의 보통선거이나 남자보통선거.
- 1945년 만 20세 이상의 모든 남녀에게 선거권을 부여하였다. 좁은 의미의 보통선거.
- 1946년 4월의 총선거에서 대선거구의 제한연기제가 채택되어 1회 이용되었다.
- 1950년 개별 법령을 통합한 공직선거법이 공포되었다.
- 1982년 참의원 선거에서 정당명부식 비례대표제가 도입되었다.
- 1994년 중의원 선거에서 소선거구제와 비례대표제를 병립한 제도가 도입되었다.
- 2000년 국정선거에서 재외 국민의 선거제도가 도입되었다.
- 2001년 참의원 선거에서 정당명부식 비례대표제가 변경되었다.
- 2003년 선거기간 중의 매니페스토 배포가 완화되었다.
- 2015년 6월 : 공직선거법을 개정하여 선거권 연령을 만 20세 이상에서 만 18세 이상으로 두 살 낮추었다.

## 선거권
만 18세 이상의 일본 국민(투표일 다음날 18세가 되는 사람을 포함한다)에게 부여한다. 지방선거는 3개월 이상 해당 선거구 내에 거주하는 사람에 한하여 부여한다. 다만, 만 18세 이상인 경우에도 범죄로 인하여 선거권이 정지되기도 한다.

## 피선거권
피선거권은 참의원 의원이나 도·도·부·현의 지사는 만 30세 이상의 국민에게 부여되며, 중의원 의원이나 시·정·촌의 장의 경우는 만 25세 이상의 국민에게 부여된다. 시·정·촌 의회의 의원은 만 25세 이상으로, 해당 선거에 대한 선거권을 가지는 국민에 한하여 부여된다.

## 선거운동의 기간
선거운동의 기간은 공직선거법이 규정하고 있으며, 선거의 종류에 따라 기간이 다르다. 이하는 선거 공시일부터 산정하는 선거운동의 기간이다. 통상적으로 투표일은 일요일로 설정되어 있다. 다만 일부 낙도 지역의 경우에는 해당 투표일에 악천후로 인하여 투표함 수송이 불가할 때를 대비하여, 통상적으로 투표일의 3일 전에서 하루 전까지 조기투표를 실시한다.
- 국회에 대해서는 참의원은 17일간, 중의원은 12일간.
- 도·도·부·현의 지사 선거는 17일간.
- 정령지정도시의 시장 선거는 14일간.
- 도·도·부·현 및 정령지정도시의 의회 의원 선거는 9일간.
- 일반 시·도쿄도·특별구의 수장 및 의회 의원 선거는 7일간.
- 정(町)·촌(村)의 수장 및 의회 의원 선거는 5일간.

## 비고
총선거
중의원 의원의 임기가 만료하거나, 중의원의 해산에 따라 시행되는 선거를 말한다.
통상선거
참의원의 임기가 만료하여 시행되는 선거를 말한다.
통일지방선거
지방공공단체에서의 선거 일정을 전국적으로 통일해 실시되는 일본의 지방선거이다.
일반선거
지방 의회 의원의 임기가 만료하여 시행되는 선거를 말한다.
최하위 당선자의 득표수가 동수인 경우
최하위 당선자가 동수의 득표를 한 사람이 두 명 이상 있을 때나, 정수가 한 명인 경우에 최고 득표자 두 명이 동수의 득표를 하였을 때에는, 제비로 당선자를 결정한다. 1946년 이전에는 연장자를 당선자로 결정했다.
무투표당선
후보자의 숫자가 정수에 미치지 못할 때에는, 투표 없이 당선이 결정된다.
익일개표
공직선거법에서는 “모든 투표함이 송치된 날이나 다음날”에 개표토록 규정하고 있다. 국정선거에서는 당일에 개표를 시작하지만, 지방선거에서는 투표 다음날에 개표를 시작하는 지방자치단체도 있다. 익일개표는 당일개표에 비해 초과근무수당 등의 경비가 절감되는 효과가 있다.

## 같이 보기
- 자서식 투표
- 일본 중의원 의원 총선거
- 일본 참의원 의원 통상선거
- 일본의 통일지방선거
- 최고재판소 재판관 국민심사
- 낙하산 후보
- 1구 현상